# Ádendro
Ádendro är en ort i Grekland.   Den ligger i prefekturen Nomós Thessaloníkis och regionen Mellersta Makedonien, i den norra delen av landet, 300 km norr om huvudstaden Aten. Ádendro ligger 6 meter över havet och antalet invånare är 2 312.
Terrängen runt Ádendro är mycket platt. Runt Ádendro är det ganska tätbefolkat, med 78 invånare per kvadratkilometer. Närmaste större samhälle är Chalástra, 11,9 km öster om Ádendro. Trakten runt Ádendro består till största delen av jordbruksmark.